# Communes de la wilaya de Ghardaïa
Pour les autres communes, voir Liste des communes d'Algérie.
Liste des communes de la wilaya algérienne de Ghardaïa par ordre alphabétique :

Carte des daïras de la wilaya de Ghardaïa)

1. Berriane
2. Bounoura
3. Dhayet Bendhahoua
4. El Atteuf
5. El Guerrara
6. Ghardaïa
7. Mansoura
8. Metlili
9. Sebseb
10. Zelfana

## Anciennes communes avant 2019
Avant l'organisation territoriale de 2019, les communes de la nouvelle wilaya d'El Meniaa étaient rattachées à la wilaya :
1. El Menia
2. Hassi Fehal
3. Hassi Gara